# Fabulous Wood
Fabulous Wood, född 14 oktober 2015, är en fransk varmblodig travhäst som tränades av Yves Boireau och kördes av Matthieu Abrivard.
Han började tävla i januari 2018 och inledde med en seger. Han sprang under sin karriär in 203 630 euro på 13 starter, varav 7 segrar. Karriärens största segrar kom i Prix Piérre Plazen (2018), Prix Victor Régis (2018) och Prix de Berlin (2018).

## Statistik
| Statistik för Fabulous Wood (Ref.) | Statistik för Fabulous Wood (Ref.) | Statistik för Fabulous Wood (Ref.) | Statistik för Fabulous Wood (Ref.) | Statistik för Fabulous Wood (Ref.) | Statistik för Fabulous Wood (Ref.) |
| ---------------------------------- | ---------------------------------- | ---------------------------------- | ---------------------------------- | ---------------------------------- | ---------------------------------- |
| Starter                            | Placeringar                        | Startprissumma                     | Segerprocent                       | Platsprocent                       | Rekord                             |
| 13                                 | 7-0-0                              | 203 630 euro                       | 54 %                               | 54 %                               | 1.12,7ak,                          |

### Större segrar
| År   | Lopp               | Kusk              | Vinstbelopp | Grupp   |
| ---- | ------------------ | ----------------- | ----------- | ------- |
| 2018 | Prix de Berlin     | Matthieu Abrivard | 36 000 EUR  | Grupp 3 |
| 2018 | Prix Piérre Plazen | Matthieu Abrivard | 54 000 EUR  | Grupp 2 |
| 2018 | Prix Victor Régis  | Matthieu Abrivard | 54 000 EUR  | Grupp 2 |